# Бетті Стеве
Бетті Стеве (нід. Betty Stöve) — нідерландська тенісистка, десятиразова чемпіонка турнірів Великого шолома, 6 разів у парному розряді й 4 рази в міксті, неофіційна перша ракетка світу в парній грі, відома тим, що на Вімблдоні 1977 року пробилася до фіналу всіх трьох змагань: одиночного розряду, парного розряду та міксту.
Найбільших успіхів Стеве добилася в парному розряді. Вона виграла 75 парних турнірів, зокрема 6 мейджорів, граючи з різними партнерками, Чотири перемоги в змішаному парному розряді Стеве здобула, граючи з Фрю Макмілланом. 
У 1980-х роках Стеве тренувала Гану Мандлікову й Крісті Богерт, працювала три терміни президентом асоціації гравців WTA. Разом із Мандліковою вона написала книгу-підручник «Total Tennis».  

## Значні фінали

### Турніри Великого шолома

#### Одиночний розряд (1 фінал)
| Результат | Рік  | Турнір    | Поверхня | Супротивниця   | Рахунок       |
| Поразка   | 1977 | Wimbledon | Трава    | Вірджинія Вейд | 6–4, 3–6, 1–6 |

#### Пари
| Результат | Рік  | Турнір          | Поверхня | Партнерка           | Супротивниці                        | Рахунок       |
| Перемога  | 1972 | French Open     | Ґрунт    | Біллі Джин Кінг     | Вінні Шоу Нелл Труман               | 6–1, 6–2      |
| Перемога  | 1972 | Wimbledon       | Трава    | Біллі Джин Кінг     | Франсуаз Дюрр Джуді Тегарт Далтон   | 6–2, 4–6, 6–3 |
| Перемога  | 1972 | US Open         | Трава    | Франсуаз Дюрр       | Маргарет Корт Вірджинія Вейд        | 6–3, 1–6, 6–3 |
| Поразка   | 1973 | French Open     | Ґрунт    | Франсуаз Дюрр       | Маргарет Корт Вірджинія Вейд        | 2–6, 3–6      |
| Поразка   | 1973 | Wimbledon       | Трава    | Франсуаз Дюрр       | Розі Казалс Біллі Джин Кінг         | 1–6, 6–4, 5–7 |
| Поразка   | 1974 | US Open         | Трава    | Франсуаз Дюрр       | Rosie Casals Біллі Джин Кінг        | 6–7, 7–6, 4–6 |
| Поразка   | 1975 | Wimbledon       | Трава    | Франсуаз Дюрр       | Енн Кійомура Савамацу Кадзуко       | 5–7, 6–1, 5–7 |
| Поразка   | 1976 | Wimbledon       | Трава    | Біллі Джин Кінг     | Кріс Еверт Мартіна Навратілова      | 1–6, 6–3, 5–7 |
| Поразка   | 1977 | Wimbledon       | Трава    | Мартіна Навратілова | Гелен Гурлей Джоанн Расселл         | 3–6, 3–6      |
| Перемога  | 1977 | US Open (2)     | Ґрунт    | Мартіна Навратілова | Рене Річардс Бетті-Енн Стюарт       | 6–1, 7–6      |
| Перемога  | 1979 | French Open (2) | Ґрунт    | Венді Тернбулл      | Франсуаз Дюрр Вірджинія Вейд        | 3–6, 7–5, 6–4 |
| Поразка   | 1979 | Wimbledon       | Трава    | Венді Тернбулл      | Біллі Джин Кінг Мартіна Навратілова | 7–5, 3–6, 2–6 |
| Перемога  | 1979 | US Open (3)     | Хард     | Венді Тернбулл      | Біллі Джин Кінг Мартіна Навратілова | 6–4, 6–3      |
| Поразка   | 1980 | US Open         | Хард     | Пем Шрайвер         | Біллі Джин Кінг Мартіна Навратілова | 6–7, 5–7      |

### Мікст
| Результат | Рік  | Турнір        | Поверхня | Партнер         | Супротивники                     | Рахунок       |
| Поразка   | 1971 | US Open       | Трава    | Боб Мод         | Біллі Джин Кінг Овен Девідсон    | 3–6, 5–7      |
| Поразка   | 1973 | French Open   | Ґрунт    | Патріс Домінгес | Франсуаз Дюрр Жан-Клод Баркле    | 1–6, 4–6      |
| Поразка   | 1975 | Wimbledon     | Трава    | Аллан Стоун     | Маргарет Корт Марті Ріссен       | 4–6, 5–7      |
| Поразка   | 1976 | US Open       | Ґрунт    | Фрю Макміллан   | Біллі Джин Кінг Філ Дент         | 6–3, 2–6, 5–7 |
| Поразка   | 1977 | Wimbledon     | Трава    | Фрю Макміллан   | Грір Стівенс Боб Г'юїтт          | 6–3, 5–7, 4–6 |
| Перемога  | 1977 | US Open       | Ґрунт    | Фрю Макміллан   | Біллі Джин Кінг Вітас Ґерулайтіс | 6–2, 3–6, 6–3 |
| Перемога  | 1978 | Wimbledon     | Трава    | Фрю Макміллан   | Біллі Джин Кінг Рей Раффелс      | 6–2, 6–2      |
| Перемога  | 1978 | US Open (2)   | Hard     | Фрю Макміллан   | Біллі Джин Кінг Ray Ruffels      | 6–3, 7–6      |
| Поразка   | 1979 | Wimbledon     | Трава    | Фрю Макміллан   | Грір Стівенс Боб Х'юїтт          | 5–7, 6–7      |
| Поразка   | 1979 | US Open       | Hard     | Фрю Макміллан   | Грір Стівенс Боб Х'юїтт          | 3–6, 5–7      |
| Поразка   | 1980 | US Open       | Hard     | Фрю Макміллан   | Венді Тернбулл Марті Ріссен      | 5–7, 2–6      |
| Поразка   | 1981 | French Open   | Ґрунт    | Фред Макнейр    | Андрея Єйгер Джиммі Аріас        | 6–7, 4–6      |
| Перемога  | 1981 | Wimbledon (2) | Трава    | Фрю Макміллан   | Трейсі Остін Джон Остін          | 4–6, 7–6, 6–3 |

## Зовнішні посилання
- Досьє на сайті Жіночої тенісної асоціації [Архівовано 31 серпня 2018 у Wayback Machine.]

## Виноски
1. 1 2  Tingay L. 100 years of Wimbledon — London Borough of Enfield: Guinness Superlatives, 1977. — P. 216.

| Тенісист | Це незавершена стаття про тенісиста чи тенісистку. Ви можете допомогти проєкту, виправивши або дописавши її. |